# Elativus
Elativus – przypadek w językach aglutynacyjnych i fleksyjnych oznaczający opuszczenie przez desygnat pewnego określonego obiektu. Występuje w językach ugrofińskich, zwłaszcza języku węgierskim, języku estońskim i fińskim. 

## Język fiński
Końcówką elatiwu w języku fińskim jest -sta lub -stä. Wybór końcówki zależy od harmonii samogłosek. Ta sama końcówka obowiązuje w liczbie mnogiej. Z uwagi na to, że końcówka zaczyna się dwiema spółgłoskami, wywołuje zazwyczaj zjawisko wymiany stóp, w wyniku którego rdzeń wyrazu przyjmuje tzw. stopę słabą.
- metsä (las) – metsästä (z lasu) metsistä (z lasów)
- Puola (Polska) – Puolasta (z Polski)
- he tulevat Puolasta – oni przyjeżdżają z Polski (także: pochodzą z Polski)

## Język węgierski
Końcówką elatiwu jest -ból lub -ből. Podobnie jak w języku fińskim wybór końcówki zależy od harmonii samogłosek. Ta sama końcówka obowiązuje w liczbie mnogiej.
- vonat (pociąg) – vonatból (z pociągu) vonatokból (z pociągów)
- ezüst (srebro) – ezüstből (ze srebra)